# Ligne de Champagnole à Lons-le-Saunier
La ligne de Champagnole à Lons-le-Saunier est une ancienne ligne ferroviaire française à écartement standard et à voie unique de la région Franche-Comté. Elle reliait la gare de Champagnole à celle de Lons-le-Saunier.

## Histoire
La loi du 17 juillet 1879 (dite plan Freycinet) portant classement de 181 lignes de chemin de fer dans le réseau des chemins de fer d’intérêt général retient en n° 120, une ligne de « Lons-le-Saunier à Champagnole ».
Le 19 juillet 1880 la ligne est déclarée d'utilité publique par une loi. Elle est concédée à titre définitif à la Compagnie des chemins de fer de Paris à Lyon et à la Méditerranée (PLM) par une convention signée entre le ministre des Travaux publics et la compagnie le 26 mai 1883. Cette convention est approuvée par une loi le 20 novembre suivant.
La ligne est construite à partir de 1883 et inaugurée en 1891.
Elle est fermée au voyageurs le 15 mai 1938 et son déclassement intervient le 1er novembre 1953. Elle est déférée en 1960.
Une voie verte est aménagée sur 18 km du tracé originel entre Perrigny et Châtillon et entre Champagnole et Pont-du-Navoy.